# Prastio (dystrykt Famagusta)
Prastio (gr. Πραστειό, tur. Dörtyol) – wieś na Cyprze, w dystrykcie Famagusta. De facto znajduje się pod kontrolą Tureckiej Republiki Cypru Północnego.